# G3: Live in Concert
G3: Live In Concert é o primeiro álbum lançado pela união dos guitarristas estadunidenses Joe Satriani, Steve Vai e Eric Johnson, em 1997, sendo o nono álbum do Joe Satriani. Liderados por Satriani, começaram a realizar apresentações desde 1996 pelos Estados Unidos, em uma turnê denominada G3.
O álbum é ao vivo. Cada guitarrista toca três músicas, juntando-se nas três faixas finais.
Lançado em VHS, CD e DVD, as faixas nos vídeos (VHS e DVD) têm ligeiras alterações:
- no lugar da faixa Zap, de Eric Johnson, está a faixa Intro Song (Eric Johnson).
- no lugar da faixa Camel's Night Out, de Eric Johnson, está a faixa S.R.V. (Eric Johnson).

## Faixas do CD
- Joe Satriani

1. Cool #9 (Joe Satriani) – 6:47
2. Flying In A Blue Dream (Joe Satriani) – 5:59
3. Summer Song (Joe Satriani) – 6:28
  - Eric Johnson
4. Zap (Eric Johnson) – 6:07
5. Manhattan (Eric Johnson) – 5:16
6. Camel's Night Out (Kyle Brock / Marc Younger Smith) – 5:57
  - Steve Vai
7. Answers (Steve Vai) – 6:58
8. For the Love of God (Steve Vai) – 7:47
9. The Attitude Song (Steve Vai) – 5:14
  - G3
10. "Going Down" (Don Nix) – 5:47
  - Cover do Freddie King
11. "My Guitar Wants to Kill Your Mama" (Frank Zappa) – 5:21
  - Cover do Frank Zappa
12. "Red House" (Jimi Hendrix) – 9:12
  - Cover do The Jimi Hendrix Experience

### Faixas do DVD
- Joe Satriani

1. "Cool #9"
2. "Flying In A Blue Dream"
3. "Summer Song"
  - Eric Johnson
4. "Intro Song"
5. "Manhattan"
6. "S.R.V."
  - Steve Vai
7. "Answers"
8. "For the Love of God"
9. "The Attitude Song"
  - G3
10. "Going Down"
11. "My Guitar Wants to Kill Your Mama"
12. "Red House"